# Sulley Muniru
Sulley Ali Sariki Muniru (* 25. Oktober 1992 in Accra) ist ein ghanaischer Fußballspieler.

## Karriere
Muniru spielte in der Nachwuchsabteilung von Ashanti Akim Missiles und Liberty Professionals. Seine Profikarriere begann er mit seinem Wechsel zum rumänischen Erstligisten CFR Cluj. Nach zwei Jahren für diesen Verein folgten die rumänischen Stationen Steaua Bukarest (ab April 2017 FCSB Bukarest) und CD Tondela.
Zur Saison 2018/19 verpflichtete ihn der türkische Erstligist Yeni Malatyaspor, er wechselte aber bereits nach einer halben Saison zu FK Dinamo Minsk.